# Villemolaque
Villemolaque (katalanisch Vilamulaca) ist eine französische Gemeinde mit 1289 Einwohnern (Stand 1. Januar 2022) im Département Pyrénées-Orientales in der Region Okzitanien. Sie gehört zum Arrondissement Céret und zum Kanton Les Aspres.

## Nachbargemeinden
Nachbargemeinden von Villemolaque sind Ponteilla im Norden, Bages im Nordosten, Brouilla im Osten, Saint-Jean-Lasseille im Südosten, Banyuls-dels-Aspres im Süden, Tresserre im Südwesten, Passa im Westen und Trouillas im Nordwesten.

## Bevölkerungsentwicklung
| Jahr      | 1962 | 1968 | 1975 | 1982 | 1990 | 1999 | 2013 |
| Einwohner | 506  | 504  | 466  | 480  | 833  | 922  | 1177 |

## Sehenswürdigkeiten
- Romanische Kirche Saint-Julien-et-Sainte-Basilisse